# Vitez ružinog križa
Vitez ružinog križa, negdje i vitez ruže i križa (engl. Knight Rose Croix; fran. Chevalier Rose Croix), ili suvereni princ ružinog križa (Sovereign Prince Rose Croix; Souverain Prince Rose-Croix), jedan je od stupnjeva u slobodnom zidarstvu koji spada u visoke stupnjeve sustava Drevnog i prihvaćenog škotskog obreda. To je 18. stupanj po redu i dodjeljuje se u kapitelu ružinog križa, tijelu Škotskog reda koji upravo nosi naziv to ovom stupnju. 
Također, ovaj stupanj nosi i naziv vitez ružinog križa iz Heredoma (Knight of the Rose Croix de Heredom), a rjeđe i naziv vitez pelikana i orla (Knight of the Pelican and Eagle).

## Insignije
Insignije vitezova ružinog križa uključuju:
- Pregača ja izrađena od bijele kože ili satena, s crvenim rubom. Na njoj se nalaze simboli: lubanja s prekriženim kostima, crveni pasijski križ te tri crvene rozete.
- Veliki medaljon stupnja je zlatni šestar otvoren pod kutom od četvrtine kruga. Između krakova šestara nalazi se ružin križ, a ispod nje, s prednje strane, pelikan koji razdire vlastita prsa kako bi nahranio svojih sedam mladunaca – simbol žrtve i duhovne ljubavi. Na stražnjoj strani nalazi se orao raširenih krila, koji simbolizira uzvišenost i duhovno uzdizanje. Na kružnici znaka ispisana su slova: I.N.R.I., što tradicionalno znači Iesus Nazarenus Rex Iudaeorum (u prijevodu Isus Nazarećanin, kralj židovski), ali u kontekstu slobodnog zidarstva često dobiva dublja simbolička tumačenja.[3]

## Stupnjevi drugih obreda
Ovaj stupanj nalazimo u brojnim redovima:
- Kraljevski red Škotske – vitez ružinog križa
- Balduinov obred – vitez ružinog križa od Karmela (7°)
- Francuski obred – vitez orla, savršeni slobodni zidar imenom Rose-Croix (7°)
- Drevni i primitivni obred – vitez ružinog križa (11°)
- Obred Memfisa-Mizraima – vitez pelikana i orla, princ ružinog križa (11°)